# STS-32
La STS-32 è una missione spaziale del Programma Space Shuttle.
La missione fu il 33-esimo lancio di uno Space Shuttle e il nono volo per lo Space Shuttle Columbia.  È stata una delle missioni più lunghe con 10 giorni di volo.
Uno degli obbiettivi principali della missione fu quello di mettere in orbita il satellite, militare, per comunicazioni Syncom.

## Equipaggio
- Daniel C. Brandenstein (3) - Comandante
- James D. Wetherbee (1) - Pilota
- Bonnie J. Dunbar (2) - Specialista di missione
- G. David Low (1) - Specialista di missione
- Marsha S. Ivins (1) - Specialista di missione

Tra parentesi il numero di voli spaziali completati da ogni membro dell'equipaggio, inclusa questa missione.